# San (slovo)
San (Ϻ) arhaično je slovo grčkog alfabeta. Oblik mu je sličan modernom slovu mi ili sigmi okrenutoj naopako. Upotrebljavao se kao alternativa sigmi za označavanje glasa /s/. U alfabetu se pojavljivao između slova pi i kopa. San se također rabio kao drugi naziv za sigmu.

## Povijesna upotreba

### Sigma i san
Tradicionalno se vjeruje da je uzrok postojanja dvaju znakova za isti glas zbunjenost nastala tijekom adaptacije feničkog pisma. Fenički jezik imao je više sibilanata (glasova poput /s/, /z/, /ts/ i dr.). Prema jednoj je teoriji distribucija slova koji označavaju sibilante u grčkom takva zbog zabune u položaju parova koji slova koji su označavali sibilante: sigma je od slova šin, ali ime i glas koji označava došli su od slova sameh. Grčko ksi došlo je oblikom i položajem od sameha, ali imenom i glasom koji označava od šina. Slična se zabuna dogodila u paru zajin i cadi. Grčka zeta oblikom i pozicijom nasljeđuje zajin, a imenom i glasom koji označava cadi. San ima oblik i poziciju cadija, a originalno je možda predstavljao i isti glas kao zajin, /z/. Budući da [s] i [z] nisu bili odvojeni fonemi grčkog jezika, sigma i san imali su istu funkciju.
Prema drugoj je teoriji san bilo originalno ime onoga što je danas sigma i stoga direktno odgovara slovu šin. Tek se kasnije ime počelo asocirati s alternativnom lokalnom varijantom znanom kao san čije originalno ime vjerojatno nikad neće biti poznato. Ime sigma dolazi od grčke riječi σίζω što znači 'siktati' i riječ je o nominalizaciji toga glagola.
Također, moderna reinterpretacija glasovnih vrijednosti sibilanata u prasemitskom i stoga i u feničkom mogu objasniti vrijednosti grčkih sibilanata s manje pribjegavanja zabuni. Najvažnija je rekonstrukcija šina s glasovnom vrijednošću glasa [s] pa je prema tomu i izvor glasovne vrijednosti sigme. Sameh je rekonstruiran kao afrikata [ts] što bolje odgovara skupu ploziva i frikativa slova ksi, [kʰs].
| Fenički | Fenički   | Fenički | Fenički            | Fenički             | Grčki | Grčki | Grčki     | Grčki | Grčki       |
| Oblik   | Pozicija  | Ime     | Tradicionalni glas | Glas poslije Kogana | Oblik | Oblik | Pozicija  | Ime   | Glas        |
| ------- | --------- | ------- | ------------------ | ------------------- | ----- | ----- | --------- | ----- | ----------- |
|         | poslije R | Shin    | /ʃ/                | /s/                 |       | Σ     | poslije R | Sigma | /s/         |
|         | poslije N | Samekh  | /s/                | /ts/                |       | Ξ     | poslije N | Xi    | /ks/        |
|         | poslije W | Zayin   | /z/                | /dz/                |       | Ζ     | poslije W | Zeta  | /dz/,/zd/   |
|         | poslije P | Tsade   | /ts/               | /tsʼ/               |       | Ϻ     | poslije P | San   | */z/? > /s/ |

Iako su u ranim abecedarijima sigma i san obično odvojeno navedeni, svaki je grčki dijalekt naginjao upotrebi jednog ili drugog, posebno u svakom tekstu. Rabljenje sana postala je karakteristika dorskog narječja Korinta i Sikiona i Krete. Postao je zastarjelim do druge polovice petog stoljeća prije Krista kada ga je uglavnom zamijenila sigma iako se na Kreti nastavio rabiti još oko stoljeća. U Sikionu je zadržan kao simbolična oznaka grada koja se upotrebljavala na zapisima na novčićima (slično kao što se kopa rabila u Korintu, a posebna inačica bete u Bizantiju).
Od slova mi uglavnom se razlikovao po tome što nastojao biti simetričan, a mi je obično imao dužu lijevu stranu (, , ).
San je također posuđen u stara italska pisma, a ime san preživjelo je kao alternativno ime za sigmu čak i kad je slovo bilo zamijenjeno standardnom sigmom. Herodot tako u kasnom petom stoljeću prije Krista piše da su ga u dorskom narječju zvali san, ali jonani su ga zvali sigmom.

### Arkadskocan
Jedinstvena inačica slova, oblika , pronađena je na jednoj inkripciji na arkadociparskom narječju Mantineje u Arkadiji iz petog stoljeća prije Krista posvećena Ateni Aleji. Uglavnom se pretpostavlja da je riječ o lokalnoj inovaciji temeljenoj na slovu san, ali Jeffery (1961.) smatra da je riječ o inačici sigme. Čini se da je označavala glas /ts/ i stoga ga neki moderni autori nazivaju can. U lokalnome arkadskom dijalektu ovaj glas pojavljivao se kao refleks pragrčkog */kʷ/. U tim su riječima ostali grčki dijalekti obično imali /t/ dok je povezani ciparski dijalekt imao /s/.
Iz ovih je korespondencija moguće zaključiti da je najvjerojatnije predstavljao afrikatu, [ts] ili [tʃ] što bi bio prirodan međukorak u promjeni iz */kʷ/ u /s/. U modernim je transkripcijama prikazan kao ⟨ś⟩ ili ⟨σ̱⟩.
Sasvim nepovezano slovo waw predstavljalo je glas /w/ u Pamfiliji (pamfilijska digama), a sličan je znak bio inačica slova beta u Milosu.

### Sampi
Jonsko slovo sampi, oblika , kojim se označava brojka 900 moglo bi također dolaziti od sana iako nije imalo isto mjesto u alfabetu.

### Šo
U obliku grčkog pisma koji se rabio za zapisivanje baktrijskog jezika postojalo je slovo šo koje je vjerojatno predstavljalo glas /ʃ/ (transliteriran kao ⟨š⟩) Prema jednoj je hipotezi to slovo potomak sana.

## Moderna upotreba
U modernim je izdanjima i transkripcijama grčkih tekstova san rijetko predstavljen posebnim znakom. Budući da nikad nije sustavno kontrastirao sa sigmom osim u abecedariju, obično se prešutno regularizira u sigmu. U standardnom Unikodu nalazi se par malog i velikog slova ubačena 2003. godine u verziji 4.0. Za ovu je svrhu osmišljena minuskula koja prije nije postojala.
San postoji u Unicodeu, a arkadski can povezan je s tzv. pamfilijskom digamom koja izgleda potpuno jednako od verzije 5.1.
| Preview     | Ϻ                        | ϻ                      | Ͷ                                       | ͷ                                     |
| ----------- | ------------------------ | ---------------------- | --------------------------------------- | ------------------------------------- |
| Unicode-ime | GREEK CAPITAL LETTER SAN | GREEK SMALL LETTER SAN | GREEK CAPITAL LETTER PAMPHYLIAN DIGAMMA | GREEK SMALL LETTER PAMPHYLIAN DIGAMMA |
| Unicode     | U+03FA                   | U+03FB                 | U+0376                                  | U+0377                                |
| UTF-8       | CF BA                    | CF BB                  | CD B6                                   | CD B7                                 |
| HTML        | &#x3FA;                  | &#x3FB;                | &#x376;                                 | &#x377;                               |